# Natan Levy
 (juin 2024).
Natan Levy (en hébreu : נתן לוי) est un combattant professionnel israélien de MMA évoluant actuellement à l'UFC.

## Biographie

### Jeunesse
Levy est né à Paris dans une famille juive traditionnelle,,,. Il a déménagé en Israël alors qu'il n'avait encore que 2 mois et a grandi à Herzliya. Levy a commencé à pratiquer des arts martiaux à l'adolescence, s'entraînant trois heures par jour à l'âge de 15 ans, et obtenant sa ceinture noire de Kung Fu à l'âge de 17 ans. Un an plus tard, il s'envole à Okinawa pour obtenir sa ceinture noire en Karaté,.
Avant ses débuts professionnels en MMA, Levy a travaillé comme professeur d'arts martiaux et dirigeait un dojo de karaté à Tel Aviv. Après avoir obtenu sa ceinture noire 3e dan de karaté Uechi-ryū, il s'installe à Las Vegas à l'âge de 22 ans afin de s'entraîner aux arts martiaux mixtes et tenter de débuter une carrière professionnelle. Au cours des premières années, il a été obligé de voyager entre ses entraînements à Las Vegas et son travail en Israël pour gagner de l'argent.

### Carrière dans les arts martiaux mixtes

#### Circuit amateur (2016-2017)
À 24 ans, Natan fait ses débuts en arts martiaux mixtes amateur dans un combat contre Isaac Caranza, le 25 juin 2016, au Tuff-N-Uff, à Las Vegas. Il a gagné par soumission, grâce à une guillotine dans les premières minutes du combat. Un mois plus tard, pour son second combat amateur, il soumet Josh Brady au premier round après moins d'une minute d'action.
Il a ensuite battu Daniel Hudson par décision unanime le 3 décembre 2017, ainsi que Geoffrey Mellor par via guillotine le 17 juin de la même année. Sa carrière amateur se terminera avec 4 victoires pour aucune défaite.

#### Legacy Fighting Alliance (2018-2020)
Natan Levy a fait ses débuts professionnels au sein de l'organisation américaine Legacy Fighting Alliance (LFA), en 2018, et gagna ses 5 premier combats. Lors du premier, il a battu Marcus Sims au LFA 36, en mars 2018, grâce à une clé de bras au premier round. Son prochain combat était face à Cameron Underhill au LFA 45. Levy a battu Underhill via guillotine en seulement 29 secondes. Il a, par la suite, gagné par décision unanime contre Henry Barahona au LFA 58, le 25 janvier 2019, et Nicholas Badis au LFA 69 le 7 juin. Un an plus tard, en août 2020, il bat Ben Lugo au LFA 88 par décision majoritaire pour son dernier combat dans l'organisation.
Après sa victoire face à Lugo, Levy obtient une place au Contender Series 35 de Dana White où il a affronté Shaheen Santana dans un combat en catchweight à 160 livres (72,5kg). Il bat Santana grâce à une soumission; un bras-tête au troisième round,.

#### Ultimate Fighting Championship (depuis 2021)
À la suite de sa victoire face à Santana, Levy a signé un contrat avec l'Ultimate Fighting Championship (UFC). Combattant initialement chez les poids plume, il est monté de catégorie de poids et a commencé son parcours à l'UFC dans la division poids léger. Il a fait ses débuts dans l'organisation face à Rafa García, lors de l'UFC Fight Night 198, le 20 novembre 2021, mais perd finalement le combat par décision unanime.
Après une défaite pour son premier combat dans l'organisation de MMA la plus prestigieuse, Levy rebondit avec une victoire contre Mike Breeden à l'UFC Vegas 53 par décision unanime, le 30 avril 2022. Il a ensuite affronté Genaro Valdéz le 3 décembre 2022, à l'UFC on ESPN 42 et l'a lui aussi battu par décision unanime après trois rounds.
Il devait affronter Pete Rodriguez le 29 avril 2023 à l'UFC Vegas 72, puis le 13 mai à l'UFC on ABC 4, mais son adversaire s'est retiré à deux reprises.
Levy devait affronter Alex Reyes le 16 septembre 2023 à l'UFC Fight Night 227. Cependant, Natan s'est retiré du combat après avoir échoué aux tests médicaux d'avant combat, et s'est fait remplacer par Charlie Campbell.
Levy a ensuite affronté Mike Davis le 16 mars 2024 à l'UFC Fight Night 239. À la pesée, Levy pesait 156,5 livres (70,9kg), soit une demi-livre (0,2kg) de plus que la limite de combat des poids légers. Le combat s'est déroulé en catchweight et Levy a été condamné à une amende de 20% de son salaire qui est revenu à son adversaire Davis. Levy a perdu le combat à la suite d'une soumission bras-tête au deuxième round.

## Vie privée
En plus de parler français et hébreu, Natan Levy parle aussi couramment anglais.
Il est proche de l'ancien champion de l'UFC Sean Strickland et du combattant Chris Curtis.

## Palmarès en art martiaux mixtes professionnel
| 10 combats     | 8 victoires | 2 défaites |
| Par KO         | 0           | 0          |
| Par soumission | 3           | 1          |
| Sur décision   | 5           | 1          |

| Résultat | Record | Adversaire        | Méthode                  | Événement                           | Date             | Round | Temps | Lieu                                     | Notes                                                                       |
| -------- | ------ | ----------------- | ------------------------ | ----------------------------------- | ---------------- | ----- | ----- | ---------------------------------------- | --------------------------------------------------------------------------- |
| Défaite  | 8-2    | Mike Davis        | Soumission (Bras-tête)   | UFC Fight Night: Tuivasa vs. Tybura | 16 mars 2024     | 2     | 1:43  | Las Vegas, Nevada, États-Unis            | Levy rate la pesée pesant 156.5 lbs (71.0 kg) au lieu de 155 lbs (70.3 kg). |
| Victoire | 8-1    | Genaro Valdéz     | Décision unanime         | UFC on ESPN: Thompson vs. Holland   | 3 décembre 2022  | 3     | 5:00  | Orlando, Floride, États-Unis             |                                                                             |
| Victoire | 7-1    | Mike Breeden      | Décision unanime         | UFC on ESPN: Font vs. Vera          | 30 avril 2022    | 3     | 5:00  | Las Vegas, Nevada, États-Unis            |                                                                             |
| Défaite  | 6-1    | Rafa García       | Décision unanime         | UFC Fight Night: Vieira vs. Tate    | 20 novembre 2021 | 3     | 5:00  | Las Vegas, Nevada, États-Unis            | Début en poids légers.                                                      |
| Victoire | 6-0    | Shaheen Santana   | Soumission (bras-tête)   | Dana White's Contender Series 35    | 10 novembre 2020 | 3     | 0:55  | Las Vegas, Nevada, États-Unis            | Catchweight à 160 lbs (72.6 kg).                                            |
| Victoire | 5-0    | Ben Lugo          | Décision majoritaire     | LFA 88                              | 21 août 2020     | 3     | 5:00  | Sioux Falls, Dakota du Sud, États-Unis   |                                                                             |
| Victoire | 4-0    | Nicholas Badis    | Décision unanime         | LFA 69                              | 7 juin 2019      | 3     | 5:00  | Cabazon, Californie, États-Unis          |                                                                             |
| Victoire | 3-0    | Henry Barahona    | Décision unanime         | LFA 58                              | 25 janvier 2019  | 3     | 5:00  | Albuquerque, Nouveau-Mexique, États-Unis |                                                                             |
| Victoire | 2-0    | Cameron Underhill | Soumission (guillotine)  | LFA 45                              | 20 juillet 2018  | 1     | 0:29  | Cabazon, Californie, États-Unis          |                                                                             |
| Victoire | 1-0    | Marcus Sims       | Soumission (clé de bras) | LFA 36                              | 23 mars 2018     | 1     | 1:25  | Cabazon, Californie, États-Unis          |                                                                             |

## Palmarès en art martiaux mixtes amateur
| 4 combats      | 4 victoires | 0 défaites |
| Par KO         | 0           | 0          |
| Par soumission | 3           | 0          |
| Sur décision   | 1           | 0          |

| Résultat | Record | Adversaire      | Méthode                           | Événement                    | Date            | Round | Temps | Lieu                          | Notes                     |
| -------- | ------ | --------------- | --------------------------------- | ---------------------------- | --------------- | ----- | ----- | ----------------------------- | ------------------------- |
| Victoire | 4-0    | Geoffrey Mellor | Soumission (guillotine)           | Tuff-N-Uff - Pack The Mack 4 | 17 juin 2017    | 3     | 0:41  | Las Vegas, Nevada, États-Unis |                           |
| Victoire | 3-0    | Daniel Hudson   | Décision unanime                  | Heartland FC: Genesis        | 3 décembre 2016 | 3     | 3:00  | Marion, Illinois, États-Unis  | Retour en poids plumes.   |
| Victoire | 2-0    | Josh Brady      | Soumission (étranglement arrière) | Real MMA 11                  | 29 juillet 2016 | 1     | 0:50  | Las Vegas, Nevada, États-Unis | Début en poids mi-moyens. |
| Victoire | 1-0    | Isaac Caranza   | Soumission (guillotine)           | Tuff-N-Uff - Pack The Mack 3 | 25 juin 2016    | 1     | 0:56  | Las Vegas, Nevada, États-Unis | Début en poids plumes.    |